# Marlon Hairston
Marlon Hairston (* 23. März 1994 in Jackson) ist ein US-amerikanischer Fußballspieler, der meist als Mittelfeldspieler eingesetzt wird. Er steht derzeit bei den Colorado Rapids unter Vertrag.

## Karriere

### Jugend und Amateurfußball
Hairston spielte während seiner Zeit an der University of Louisville in der Fußballmannschaft seiner Universität, den Louisville Cardinals. Danach unterzeichnete er einen Generation-Adidas-Vertrag bei der Major League Soccer und meldete sich für den MLS SuperDraft an.

### Vereinskarriere
Hairston wurde am 16. Januar 2014 als zwölfter Pick im MLS SuperDraft 2014 von den Colorado Rapids gewählt. Nachdem er dort einen Profivertrag unterzeichnet hatte, absolvierte er am 29. März 2014 sein Pflichtspieldebüt gegen Sporting Kansas City. Sein erstes Tor in der MLS erzielte er am 20. August 2014 gegen LA Galaxy.
Im April 2015 wurde Hairston in die United Soccer League zu Charlotte Independence ausgeliehen.

### Nationalmannschaft
Hairston wurde im April 2013 von Tab Ramos zu einem Trainingscamp der U-20-Nationalmannschaft eingeladen. Einen Monat später nahm er mit dieser Mannschaft am Turnier von Toulon teil, kam aber in keiner Partie zu einem Einsatz.

## Privates
Hairston ist der Cousin von NBA-Spieler LaMarcus Aldridge, der derzeit Basketball bei den San Antonio Spurs spielt.